# Huangbo Xiyun
Huangbo Xiyun (chiń. 黄檗希运, pinyin Huángbò Xīyùn; kor. 황벽희운 Hwangbaek Hŭiun; jap. Ōbaku Kiun; wiet. Hoàng Bá Hi Vận, zm. 850) – chiński mistrz chan, jeden z najważniejszych mistrzów chanu; jego nauki pozwoliły na założenie szkoły linji przez jego najwybitniejszego ucznia Linjiego Yixuana.

## Życiorys
O życiu Huangbo wiadomo niewiele. Pochodził z Hongzhou w Min (obecnie Fujian). W bardzo młodym wieku został mnichem w klasztorze na górze Huangbo. Mocno pragnął zostać uczniem mistrza chan Mazu Daoyi, ale kiedy do niego przybył mistrz już nie żył (zm. 788). Został więc uczniem Yanguana Qi’ana i po jakimś czasie awansował na głównego mnicha. W jego klasztorze spotkał się z późniejszym cesarzem Xuanzongiem, który obdarzył go tytułem mnich ordynarnych działań. Nieco później Huangbo przeniósł się do klasztoru mistrza chan Baizhanga Huaihaia i odziedziczył jego Dharmę.
Przez jakiś czas przebywał w klasztorze mistrza Nanquana Puyuana. Tam poznał kanclerza rządu Peixiu (późniejszego autora książki o Huangbo), który poprosił go o poprowadzenie nowego klasztoru Da’an w Hongzhou. Huangbo zgodził się i wkrótce zmienił jego nazwę na Huangbo.
Z tekstów o nim Huangbo ukazuje się jako człowiek o charakterze prostym i otwartym. Równocześnie był mistrzem surowym, w czym pomagał mu jego olbrzymi wzrost – 214 cm – co na Chińczykach musiało robić piorunujące wrażenie.
Ponieważ był nauczycielem Linji Yixuana, bezpośredniego założyciela szkoły linji, którego ukształtował, jest często także uważany za założyciela tej słynnej szkoły chan. Za życia był znany jako mistrz Xiyun lub Tuanji – Huangbo jest pośmiertnym imieniem zaczerpniętym od nazwy góry, na której przebywał wiele lat, mieszkając na szczycie Sępa.
Mistrz Huangbo zmarł w roku 850. Cesarz Xuanzong nadał mu pośmiertny tytuł Yuanji (Mistrz chan Bez Granic). Stupę mistrza nazwano Guangye (Wieżą Wielkich Czynów).
Peixiu (797–870 裴休) – wysoki urzędnik cesarski i uczeń mistrza Huangbo spisał jego nauki w dziele Huanboshan Duanji chanshi chuanxinfayao (黃檗山斷際禪師傳心法要) znanym także pod skróconym tytułem [Huangbo] Chuanxinfayao. Tekst ten, jeden z najgłębszych tekstów w tradycji zen, zawiera 92 mowy lub dialogi mistrza podzielone na dwie części: Zapiski z [miasta] Junzhou i Zapiski z [miasta] Wanling.
Występuje w gong’anach 11 z Biyan lu, 2 z Bezbramnej bramy i 53, 86, 96 z Congrong lu.

## Nauki
Główną dyskusją tego okresu był problem stopniowego lub nagłego oświecenia. Charakterystyczne jest, że Huangbo w ogóle nie był tym tematem zainteresowany. Zajmowały go dwie inne kwestie:
- Jak oświecenie ma się do świata umysłowego, jak się dopasowuje do niego.
- Jak ten intuicyjny wgląd może być przekazywany.

Rozważaniami na te tematy stworzył filozoficzne podstawy pod następną fazę chan w Chinach, zdominowaną przez szkołę jego ucznia Linji.
Zmagał się z podstawowym dylematem: jak bezsłowna mądrość intuicji może przechodzić z pokolenia na pokolenie. Oświecenie musi być koniecznie intuicyjne, a to oznacza, że tradycyjne metody nauczania są bezużyteczne. Nie ma tu przecież konceptualnych sformułowań czy pojęć. Ex definitio jest bezsłowne. Może być urzeczywistnione przez ucznia. Mistrzowie chan wyodrębnili typ wiedzy, której słowa nie mogą przekazać. To właśnie ten przekaz bezsłownego wglądu z umysłu do umysłu nie dawał spokoju Huangbo.
Jego biograf Peixiu napisał
Miał na uwadze jedynie intuicyjną metodę Najwyższego Pojazdu, która nie może być przekazana słowami; nie nauczał niczego innego, jak tylko doktryny Jednego Umysłu, utrzymując, że nie ma niczego innego do nauczenia, ponieważ zarówno umysł, jak i substancja są puste i dlatego łańcuch przyczynowy zostaje zatrzymany. Umysł jest jak słońce wędrujące przez nieboskłon i promieniujące wspaniałym światłem nieskażonym przez najdrobniejsze cząstki kurzu. Dla tych, którzy urzeczywistnili naturę rzeczywistości, nie ma nic starego i nowego, a koncepcje o powierzchowności i głębokości są bez sensu. Ci, którzy o tym mówią nie próbują tego wyjaśniać, nie zakładają sekt, i nie otwierają drzwi i okien. To, co jest przed tobą – jest tym. Zaczniesz o tym rozumować i natychmiast popadasz w błąd.
Hunagbo nie był nigdy całkowicie przekonany do używania słowa Umysł w określeniu Jeden Umysł, gdyż symbolizował on niewyrażalną Rzeczywistość poza zasięgiem pojęciowego myślenia. Dlatego niejednokrotnie wyjaśniał w swoich mowach, że Jeden Umysł nie jest naprawdę w ogóle umysłem. Musiał się jednak na jakiś termin zdecydować, a Umysł był już w użyciu od jakiegoś czasu. Czasami Huangbo używał także terminu Absolut.
Tak jak i inni mistrzowie chan Huangbo posługiwał się także ciszą (milczenie w buddyzmie) jako środkiem nauczania. W 849 r. Huangbo przybył do Wanling i w klasztorze Kaiyuan spotkał się z gubernatorem okręgu. Pisze o tym Peixiu:
Premier zaprosił mistrza do miasta i przedstawił mu swoją własną pisemną interpretację chan. Mistrz wziął ją i położył na stole. Nie przeczytał jej. Po krótkiej ciszy spytał ministra Czy rozumiesz? Minister odpowiedział Nie rozumiem. Mistrz odrzekł Lepiej będzie jeśli zrozumiesz bezpośrednio przez wewnętrzne doświadczenie. Jeśli to jest wyrażone słowami, nie może być naszym nauczaniem.
Huangbo uważał, że chan nie może być nauczony; musi być osiągnięty intuicyjnie. Największą przeszkodą jest tu myślenie pojęciowe. Pojęcia są tylko jednym z kolejnych tworów umysłu.
Wzgórza są wzgórzami. Woda jest wodą. Mnisi są mnichami. Laicy są laikami. Ale te góry, te rzeki, cały świat sam w sobie, razem ze słońcem, księżycem i gwiazdami – nie istnieją poza naszymi umysłami! (...) Fenomeny nie powstają niezależnie, lecz zależą od umysłowego środowiska, które tworzymy.
Ponieważ rzeczywistość jest tworzona przez umysł, nigdy nie wiemy, co jest rzeczywiste, a co jest złudzeniem. Np. zależnie od punktu widzenia elektron jest cząstką lub falą. Pojęcia ograniczają. Traktując świat używaniem rozumowych konstrukcji, wpychamy go do ograniczonej klatki. Ale gdy traktujemy go bezpośrednio, jest on kompleksowy i autentyczny (elektron może być czymś bardziej kompleksowym niż fala czy cząstka, gdyż zachowuje się czasami jak jedno lub drugie, czy też oba). Złudny świat, który myślimy, widzimy dookoła nas, zwodniczo przyniesiony przez nasze niepewne zmysły, prowadzi nas do pojęciowego myślenia i do logicznych kategorii jako środków jego zrozumienia. Powstałe intelektualne zamieszanie jest w sprzeczności ze spokojem, którym jest chan. Uchylenie konceptualnego myślenia prowadzi do jasnego, bezpośredniego i sensownego zrozumienia świata wokół nas, bez chwiejnych umysłowych zawiłości.
Wszyscy zwyczajni ludzie ulegają pojęciowemu myśleniu osadzonemu na środowiskowych zdarzeniach i dlatego odczuwają pożądania i nienawiść. Wykluczenie środowiskowych zdarzeń po prostu kładzie kres waszemu konceptualnemu myśleniu. Gdy położycie temu kres, środowiskowe zdarzenia są puste; a kiedy są puste, kładziemy kres myśleniu. Lecz jeśli spróbujecie usunąć środowisko bez uprzedniego położenia kresu pojęciowemu myśleniu, nie odniesiecie sukcesu, lecz zwiększycie jedynie moc waszego zaniepokojenia.
Ludzie na świecie nie mogą rozpoznać własnego umysłu. Nie wierzą, że to, co widzą czy słyszą, czują, wiedzą jest umysłem. Są zablokowani przez wzrok, słuch, dotyk i umysł, a więc nie mogą dostrzec jaśniejącego ducha ich pierwotnego umysłu.
Idealny człowiek winien pozostawać pasywny nawet wtedy, gdy staje wobec ujawnienia się dobra lub zła. Powinien być z boku, nawet w buddyjskim piekle czy buddyjskich niebach.
Powinien po prostu być sobą, niepomny pojęciowego myślenia i w jedności z absolutem. Powinien osiągnąć stan nieuwarunkowanego istnienia.
Prawda jest nieuchwytna. Nie można jej znaleźć poprzez szukanie. Świat zmysłów i pojęciowe myślenie przez niego wywołane są faktyczną przeszkodą w odkryciu autentycznej prawdy. Końcowe urzeczywistnienie intuicyjnej mądrości nie ma nic wspólnego ze stopniową praktyką tradycyjnego buddyzmu. Tradycyjne praktyki ani pomagają, ani przeszkadzają w znalezieniu drogi, ponieważ nie mają związku z końcowym błyskiem nagłego oświecenia – które jest w umyśle od początku i gotowe do uwolnienia.
Czego zatem można uczyć, skoro nie ma niczego do nauczenia. Odpowiedź wydaje się polegać na zatrzymaniu poszukiwania, gdyż właśnie wtedy pojawia się mądrość. Co więcej, studiowanie doktryny nieprzywiązania umiejscawia studiującego z kompromisowej pozycji bycia przywiązanym do nieprzywiązanego siebie.
Nie mam nic więcej do ofiarowania... To wszystko, co powinniście zapamiętać, jest następujące
- Po pierwsze: nauczyć się jak być całkowicie niepodatnym na emocje powstające z zewnętrznych form, a przez to oczyścić wasze ciała z podatności na rzeczy zewnętrzne.
- Po drugie: nauczyć się niezwracania uwagi na jakiekolwiek różnice pomiędzy tym a tamtym, powstające z waszych emocji, ażeby oczyścić wasze ciała z bezużytecznych rozróżnień pomiędzy jednym zjawiskiem a drugim.
- Po trzecie: bardzo uważnie uchylić rozróżnianie w określeniach przyjemnych i nieprzyjemnych odczuć, aby oczyścić wasze ciała z próżnego rozróżniania.
- Po czwarte: uchylić wymyślone rzeczy w waszych umysłach, aby oczyścić wasze ciała z rozróżniającego poznania.

Hunagbo poszedł za Mazu Daoyi rozpatrując przekaz z umysłu w umysł. Dlatego zaakceptował wszystkie jego techniki: krzyki, uderzenia, ciszę itd.
Przekaz pustki nie może być uczyniony przez słowa. Przekaz w konkretnych terminach nie może być Dharmą... Jednak w rzeczywistości umysł nie jest umysłem, a przekaz nie jest prawdziwie przekazem.
Myśl Huangbo zatoczyła koło i powróciła do intuicji Zhuangzi (莊子): dobro i zło nie mają znaczenia; wiedza intuicyjna jest głębsza niż ograniczona słowem logika; jest to zasadnicza jedność, która przedstawia niewysłowiony absolut. Dla Zhuangzi była to Droga (dao), dla Huangbo – Jeden Umysł.

## Linia przekazu Dharmy zen
Pierwsza liczba oznacza liczbę pokoleń mistrzów od 1 Patriarchy indyjskiego Mahakaśjapy.
Druga liczba oznacza liczbę pokoleń od 28/1 Bodhidharmy, 28 Patriarchy Indii i 1 Patriarchy Chin.
Trzecia liczba oznacza początek nowej linii przekazu w danym kraju.
- 35/8. Mazu Daoyi (707–788) Szkoła hongzhou
  - 36/9. Baizhang Huaihai (720–814)
    - 37/10. Huangbo Xiyun (zm. 850)
      - 38/11. Qianqing Chunan (bd)
      - 38/11. Peixiu (797–870)
      - 38/11. Muzhou Daoming (także Daozong) (780–877)
      - 38/11/1. Vô Ngôn Thông (759–826) Wietnam
      - 38/11. Linji Yixuan (zm. 866) Szkoła linji
        - 39/12. Xinghua Cunjiang (830–888)